# Lliga Beòcia
La Lliga Beòcia va ser una confederació de 15 ciutats-estat de Beòcia fundada cap al segle vii aC. Segons Pausànias, podria ser la continuació d'una Lliga Amficciònica més antiga. Els santuaris comuns eren el temple d'Atena Itònia, prop de Coronea, on es celebraven les festes anomenades Pambeòcies i el temple de Posidó a Onquestos.
Tucídides parla de set ciutats-estat independents que formaven la lliga: Tebes, Haliart, Coronea, Copes, Tèspies, Tànagra i Orcomen, i en algun moment o altre també en van formar part Antèdon, Lebadea, Hietos, Acrèfia, Còrsia, Tisbe i Queronea. Es creu que en el seu moment més important la formaven quinze ciutats lliures, i segurament el nombre va anar variant. Se sap que en algun moment se'n van separar Platea (Heròdot diu que l'any 519 aC) i Orcomen (l'any 395 aC, segons Xenofont), i altres ciutats que no eren de Beòcia es van unir a la lliga, com ara Larimna.
El fet més important va ser la seva victòria en la batalla de Leuctra al 371 aC on la lliga Beòcia sota el comandament d'Epaminondes va vèncer l'exèrcit espartà en camp obert.
A l'estiu de l'any 395 aC, estava organitzada en onze districtes que servien per a l'administració fiscal, política i militar. Per cadascuna d'aquestes circumscripcions es triava un beotarca, màxim càrrec militar dins de la Lliga. Els Beotarques formaven una corporació d'onze magistrats, elegits cadascun per un districte de la Lliga. Els personatges més famosos que van assolir la magistratura van ser Epaminondes i Pelòpides, que van portar a Tebes a un estatus hegemònic a meitats del segle iv aC. La Lliga Beòcia va ser dissolta després de la batalla de Queronea per Filip II de Macedònia l'any 338 aC i Tebes va ser destruïda per Alexandre el Gran. L'any 315 aC, Cassandre va restaurar la ciutat i Tebes va tornar a ser la capital de la lliga, però amb menys poders que anteriorment, fins que Quint Marci Filip la va dissoldre definitivament l'any 171 aC.